# Sekundarna proteinska struktura
Sekundarna proteinska struktura je oblik strukture u bjelančevina. To je struktura u koji se nabiru polipeptidni lanci. Struktura je pravilna kada dihedralni kutovi u tom dijelu polipeptida ostaju isti ili barem približno isti. Pod pojmom strukture misli se na prostorni raspored dijela bjelančevine, ne uzimajući u obzir konformaciju bočnih ogranaka aminokiselina. Raspored na koji se odnosi jest raspored glavnih atoma okosnice tog dijela polipeptidnog lanca.
Struktura se poremeti u procesu denaturacije.

## Oblici
Alfa-zavojnica i beta-lanci predstavljaju dva glavna oblika. U sekundarne se strukture ubraja i petlje i oštre zavoje poput beta-zavoja. Alfa-zavojnica i beta-lanci povezuju se u beta-nabranu ploču.

## Nastanak
Alfa-zavojnice, beta-nabrane ploče i zavoji nastaju u uvjetima kad se u peptidnim vezama između NH i CO skupina stvore vodikove veze.